# 斯文·本德
斯文·本德（德語：Sven Bender，1989年4月27日—）是一位德國足球運動員，司職防守中場及中堅，也可司職右閘。

## 生平

### 球會
斯文·本德出身於慕尼黑1860，期間他獲得過「弗里茨·瓦尔特獎」（Fritz-Walter-Award）的銅牌，金牌被他的孿生哥哥拉爾斯·本德獲得。2006年他協助慕尼黑1860B级青年隊赢得全國冠軍。2009年夏季轉投德甲球會多蒙特。
2020年12月，本德兄弟宣布20/21賽季結束後從勒沃库森足球俱乐部退役。

### 國家隊
斯文·本德聯同拉爾斯一同出席2008年的歐洲U-19足球錦標賽，並贏得冠軍錦標。2011年2月5日他首次獲召加入德國國家隊，但沒有在對義大利的友誼賽獲派上陣。他於2011年3月29日1-2負於澳洲的友誼賽首次上陣。

## 私人生活
斯文·本德的雙胞胎兄弟拉爾斯·本德現時效力勒沃庫森。

## 外部連結
- Career stats at Fussballdaten.de（页面存档备份，存于） （德文）
- Soccerway資料庫：斯文·本德